# Volby do Zastupitelstva města Ostravy 2010

Rozdělení mandátů

Volby  do zastupitelstva města Ostravy v roce 2010 proběhly v rámci obecních voleb v pátek 15. a sobotu 16. října. Ostrava měla jeden volební obvod, zvoleno bylo celkem 55 zastupitelů. Volilo 88 361 voličů, což představuje volební účast 35,39 % oprávněných voličů. 
Vítězem voleb se stala Česká strana sociálně demokratická. Vítěz minulých voleb, Občanská demokratická strana, skončil na druhém místě. Mandáty získaly také Ostravak, Komunistická strana Čech a Moravy a TOP 09.

## Výsledky hlasování
| Volební strana                                            | Počet hlasů | Hlasy v % | Mandáty |
| --------------------------------------------------------- | ----------- | --------- | ------- |
| Česká strana sociálně demokratická                        | 1 396 112   | 32,12     | 21      |
| Občanská demokratická strana                              | 803 243     | 18,48     | 12      |
| Ostravak                                                  | 694 20      | 15,97     | 10      |
| Komunistická strana Čech a Moravy                         | 553 571     | 12,74     | 8       |
| TOP 09                                                    | 283 267     | 6,52      | 4       |
| KDU-ČSL                                                   | 168 421     | 3,87      | 0       |
| NEZÁVISLÍ                                                 | 110 760     | 2,55      | 0       |
| Věci veřejné                                              | 85 218      | 1,96      | 0       |
| Suverenita - blok Jany Bobošíkové, strana zdravého rozumu | 58 832      | 1,35      | 0       |
| Strana zelených                                           | 47 863      | 1,10      | 0       |
| Strana Práv Občanů ZEMANOVCI                              | 47 528      | 1,09      | 0       |
| Dělnická strana sociální spravedlnosti                    | 35 564      | 0,82      | 0       |
| Česká pirátská strana                                     | 26 209      | 0,60      | 0       |
| SNK Evropští demokraté                                    | 17 470      | 0,40      | 0       |
| DEKLARACE SPOLEČNÝCH ZÁJMŮ 1                              | 14 225      | 0,33      | 0       |
| Strana svobodných občanů                                  | 1 309       | 0,03      | 0       |
| celkem                                                    | 4 346 429   | 100       | 55      |

- 1DEKLARACE SPOLEČNÝCH ZÁJMŮ – koalice Demokratické strany zelených a nezávislých kandidátů